# Йонийска академия
Йонийската академия е първата съвременна академична институция на Балканите, а постфактум и на кралство Гърция.
Учредена е на остров Корфу в едноименния град Корфу през 1824 г. Считана е за предшественица на съвременния Йонийски университет в Корфу, учреден през 1984 г.
Традициите ѝ са установени още от руското време на така наречената Република на седемте острова, поддържани са от французите и англичаните по време на Йонийската република.
Първоначално има 3 факултета – филологически, юридически и медицински, като през първите 4 години от нейното съществуване в периода 1824-1828 г. в нея се изучава само медицина. По време на английското владичество академията установява тясно сътрудничество с Болонския университет.
Сред първите преподаватели в Йонийската академия е Никола Савов Хаджиилиев (Никола Пиколо) – гръцки лекар, общественик и писател от български произход.
Изградената академична традиция на Йонийската академия оказва голямо влияние върху съвременната медицина на Гърция.
След като Йонийските острови стават част от Кралство Гърция през 1864 г., Йонийската академия е закрита в подкрепа на новосъздадения Атински университет, и в този смисъл тя е универсален праводател на съвременното гръцко висше образование и наука.